# Thamusida

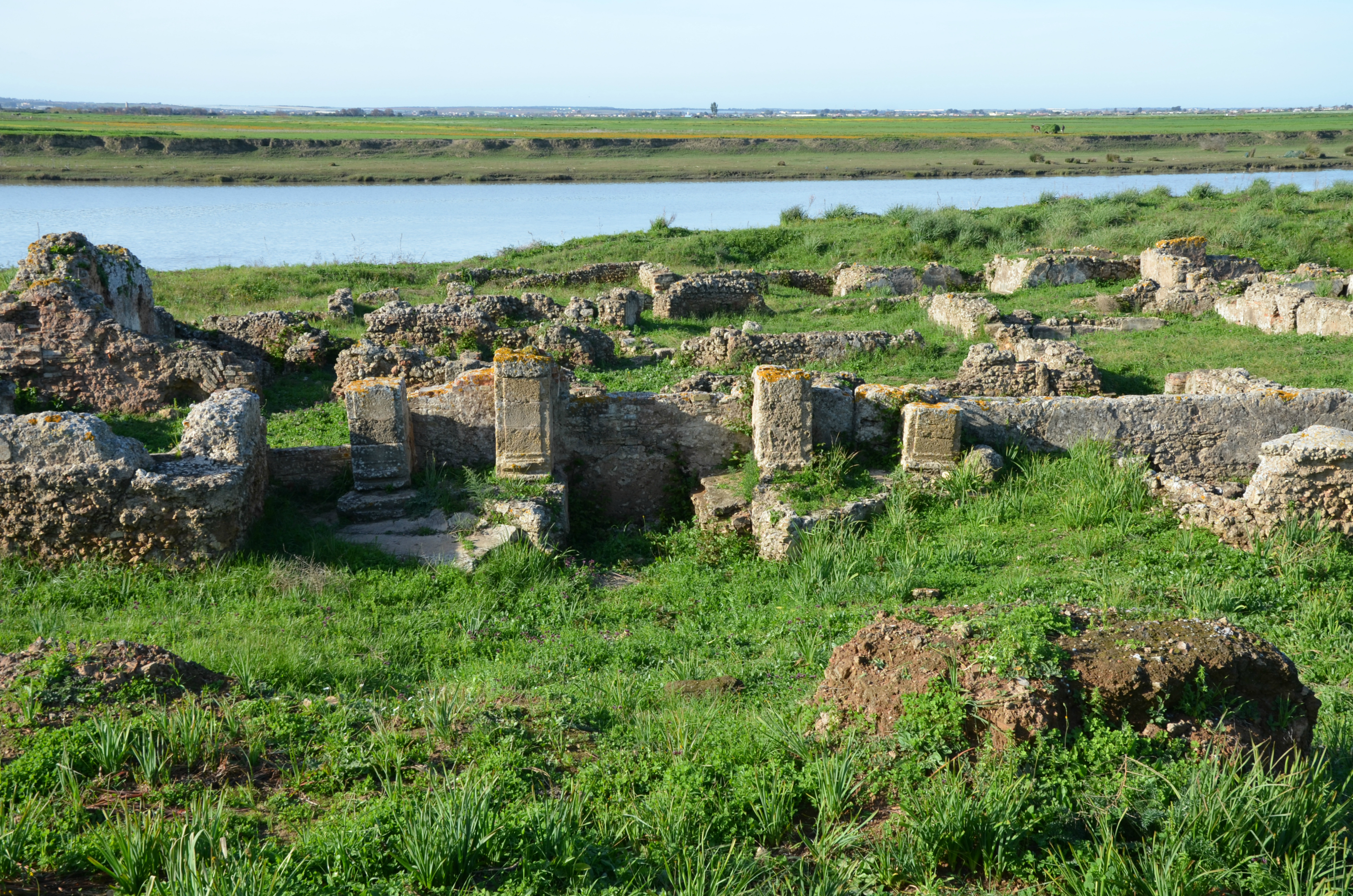
Ruinen von Thamusida und der Oued Sebou

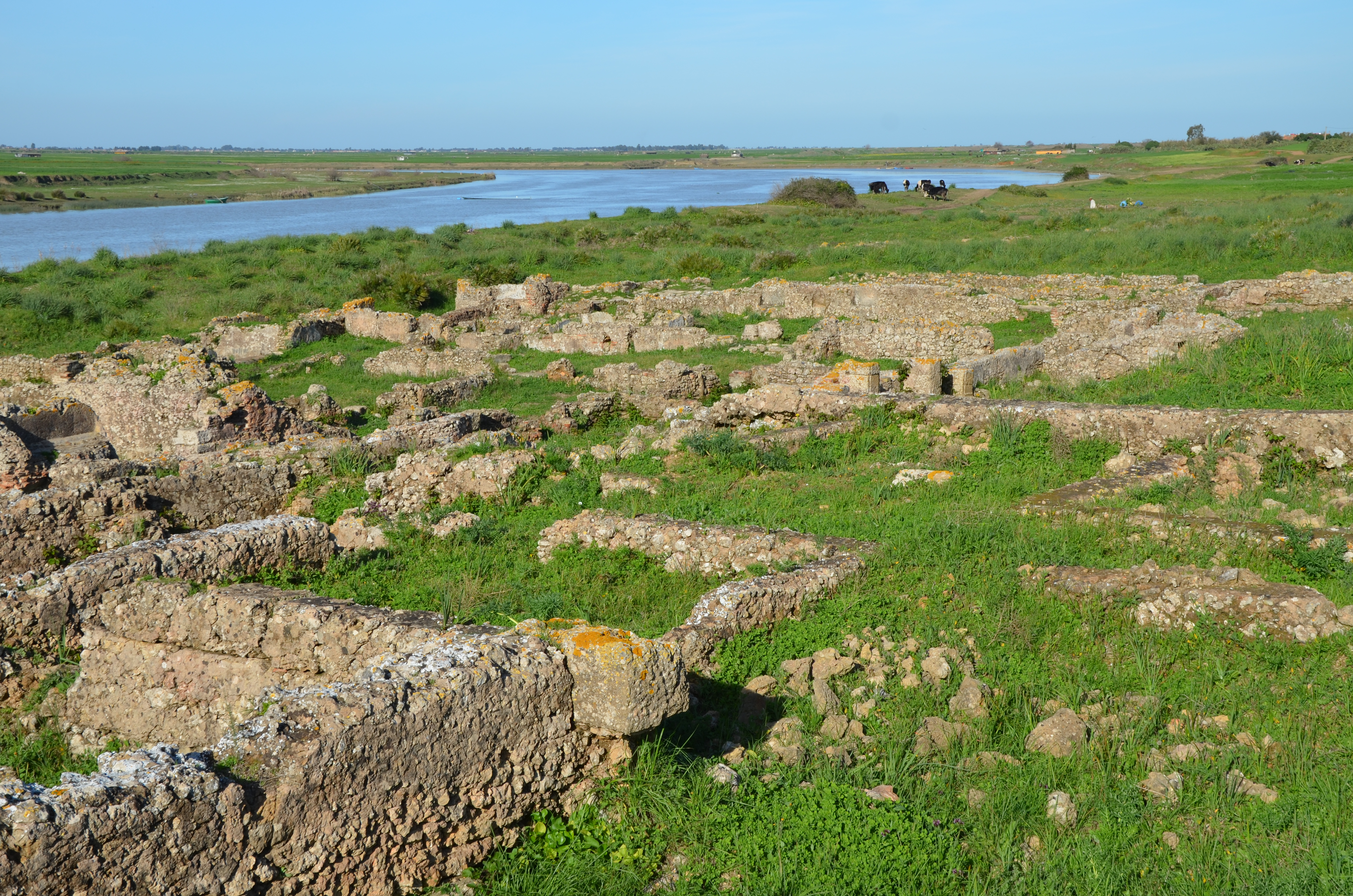
Ruinen von Thamusida

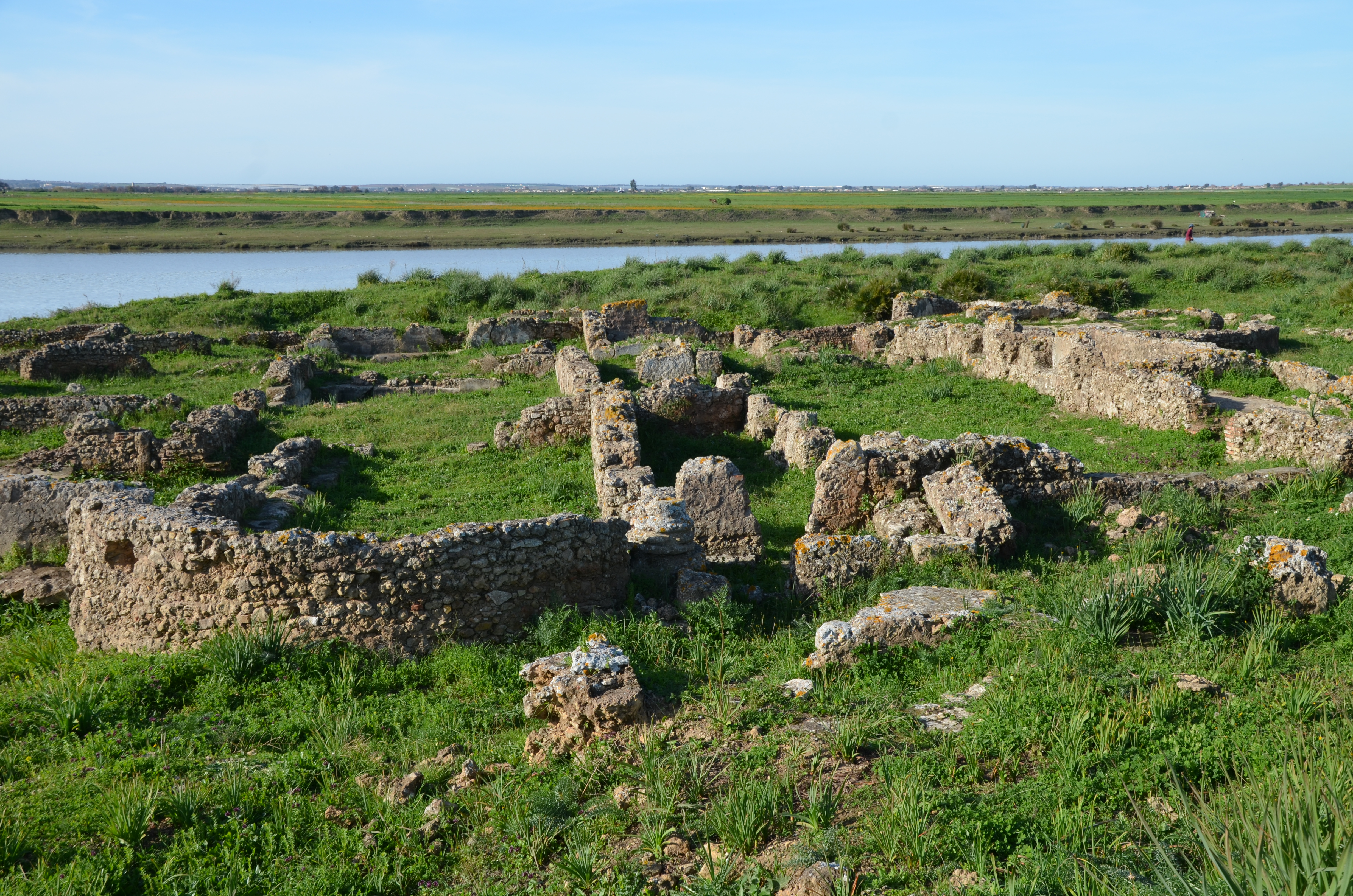
Ruinen von Thamusida

Thamusida war eine antike Hafenstadt am Oued Sebou (antiker Name Subur) nahe der Atlantikküste Marokkos.

## Lage
Die etwa 15 ha umfassende Ruinenstätte von Thamusida liegt an einer Flussschleife des Oued Sebou etwa 15 km (Fahrtstrecke) nordöstlich der heutigen Großstadt Kenitra in der Region Rabat-Salé-Kénitra. In der Antike lag Thamusida ungefähr auf halber Strecke zwischen den Römerstädten Sala Colonia (dem heutigen Chellah bei Rabat) und Banasa.

## Geschichte
Ähnlich wie andere küstennahe Städte wie Asilah oder Lixus hat Thamusida wohl ebenfalls einen phönizisch-karthagischen Ursprung; der alte Name lautete wahrscheinlich tmd’t (𐤕𐤌𐤃𐤏𐤕). Bereits unter Kaiser Augustus (reg. 31 v. Chr. bis 14 n. Chr.) wurde der römische Einfluss im Norden Afrikas deutlich spürbar. Kurz vor seinem offiziellen Regierungsantritt ließ Kaiser Claudius (reg. 41–54) Ptolemaeus, den noch jungen Herrscher des antiken Königreichs Marokko, in Rom ermorden. Im Jahr 42 teilte er das Königreich in zwei kaiserliche Provinzen auf: Mauretania Tingitana (Hauptstadt Tingis/Tanger) und Mauretania Caesariensis (Hauptstadt Caesarea/Cherchel). Beide Provinzen galten bereits zuvor als „Kornkammern Roms“ und waren somit für das Römische Reich von größter wirtschaftlicher und somit auch politischer Bedeutung.
Getreide und andere Produkte wie Garum wurden in Amphoren gefüllt, auf Segelschiffe verladen und über die Straße von Gibraltar durch das westliche Mittelmeer bis nach Ostia transportiert. Vor Wind und Seegang geschützte Anker- und Ladeplätze befanden sich oft in den Mündungsbereichen der Flüsse. Eine Blütezeit erlebten die nordafrikanischen Provinzen unter den Flavier-Kaisern Vespasian, Titus und Domitian (69–96) sowie unter Trajan (reg. 98–117) und Hadrian (reg. 117–138). Unter Mark Aurel (reg 161–180) wurde die Stadt befestigt; unter Commodus (reg. 180–192) oder Septimius Severus (reg. 193–211) wurden diese Arbeiten weitergeführt und eine Kohorte (ca. 150 Soldaten) wurde stationiert. In den Wehrmauern fand man wiederverwendete Grabstelen etc.
Das Land fiel im fünften Jahrhundert zunächst an die Vandalen, später dann an verschiedene Berberstämme, die jedoch weder Seefahrt betrieben noch eine Stadtkultur kannten. Wie andere Römerstädte auch, zerfiel Thamusida allmählich und wurde erst im Jahr 1884 vom französischen Diplomaten und Antikenforscher Charles-Joseph Tissot wiederentdeckt. Ausgrabungen fanden hauptsächlich in den 1950er und 1960er Jahren statt.

## Ausgrabungsstätte
Die Ausgrabungsstätte umfasst ein Gelände von ca. 15 ha, wozu auch die Hafenanlagen gehören. Nur wenige Steine der Privathäuser oder der öffentlichen Bauten sind exakt behauen; die meisten Hauswände etc. bestehen aus später verputzten Bruch- und Feldsteinen, die oft von Italien als Schiffsballast mitgeführt wurden. Die Dächer sind allesamt schon seit annähernd 1700 Jahren verschwunden; nur einige wenige Bruchstücke von Dachziegeln (tegulae) wurden gefunden, jedoch keine Mosaike.